# Конгруэнтность (лингвистика)
Конгруэ́нтность — в языкознании: морфологическая зависимость анафорического местоимения от его антецедента (именной группы), имеющая место при отсутствии синтаксической зависимости. Так, в русском языке род и число личного местоимения третьего лица совпадают с родом и числом его антецедента: Маша сказала, что она здорова.
Конгруэнтность традиционно считалась разновидностью согласования. Однако, в отличие от согласования, являющегося отношением двух грамматических единиц, конгруэнтность — семиотическое и троичное отношение, связывающее антецедент и местоимение с общим для них референтом.